# Angel (film, 1982)
Pour les articles homonymes, voir Angel.
Pour plus de détails, voir Fiche technique et Distribution.
Angel est un film irlandais réalisé par Neil Jordan et sorti en 1982.
C'est le premier long métrage du réalisateur et sa première collaboration avec Stephen Rea.

## Synopsis
Irlande du Nord, Danny est saxophoniste dans un groupe. Il est témoin du meurtre du manager du groupe. Il va alors devenir lui aussi un meurtrier en voulant abattre tous les protagonistes de ce meurtre crapuleux dont il a été le témoin.

## Fiche technique
- Titre original et français : Angel
- Titre alternatif américain : Danny Boy
- Réalisation et scénario : Neil Jordan
- Musique : Keith Donald
- Photographie : Chris Menges
- Montage : J. Patrick Duffner
- Création des décors : John Lucas
- Maquillage : Rosie Blackmore
- Production :
  - Producteur : Barry Blackmore
  - Producteur délégué : John Boorman
- Sociétés de production : Bord Scannán na hÉireann (en), Channel Four Films, Motion Picture Company of Ireland
- Pays d'origine :  Irlande
- Langue originale : anglais
- Genre : drame musical
- Durée : 90 minutes
  - Canada : 18 septembre 1982 (Festival international du film de Toronto)
  - France : 18 octobre 1997 (Festival de Cherbourg-Octeville)

## Distribution
- Stephen Rea : Danny
- Veronica Quilligan : Annie
- Alan Devlin (acteur) (en) : Bill
- Peter Caffrey : Ray
- Honor Heffernan : Deirdre
- Lise Ann McLaughlin : mariée
- Ian McElhinney : groom
- Derek Lord (ar) : garçon d'honneur
- Ray McAnally : Bloom
- Donal McCann : Bonner
- Marie Kean : Mae
- Don Foley : Bouncer
- Gerard McSorley : assistant
- Liz Bono : assistante
- Tom Collins : photographe
- Tony Rohr (en) : George
- Anita Reeves : Beth
- Sorcha Cusack : Mary
- Mick Lally : oncle
- Macrea Clarke : Francie
- Albert Whelan : Scotty
- David Farrar : Martin
- Grant Tyler : Danny
- Harry Herbert : Skinny
- John Warwick : Carter
- Pat Lennox : Manager
- Anthony Tyler Quinn (en) : Maloney